# فاي الاختباء الافتراضي
الافتراض التحريلي أو الافتراض Φ-hiding هو افتراض حول صعوبة إيجاد عوامل صغيرة من φ (m) حيث m هو رقم لا يعرف عاملته، و φ هي دالة اللامس ل Euler. إن أمن العديد من أنظمة التشفير الحديثة يأتي من الصعوبة الملحوظة لبعض المشاكل. نظرًا لأن مشكلة P v مقابل NP لا تزال غير محلولة، لا يمكن أن يكون المبرمجون متأكدين من وجود مشكلات مستعصية على الحل. وهكذا، يقوم المبرمجون بافتراضات حول المشكلات الصعبة. من المعتقد بشكل عام أنه إذا كان m هو ناتج عن رئيسيتين رئيسيتين، فإن حساب φ (m) غير قابل للحساب حاليًا. هذا الافتراض مطلوب لأمان نظام RSA Cryptosystem. إن الافتراض Φ-Hiding هو افتراض أقوى، وهو أنه إذا كانت p1 و p2 هي أهدار صغيرة بالضبط واحد منها يقسم φ (m)، لا توجد خوارزمية زمن متعدد الحدود يمكن أن تميز أي من الأوليات p1 و p2 يقسم φ (m ) مع احتمال أكبر بكثير من النصف.
وقد تم ذكر هذا الافتراض لأول مرة في ورقة 1999 الخاصة باسترجاع المعلومات الخاصة باستخدام Computationally مع اتصالات Polylogarithmic.

## تطبيقات
وقد وجد الافتراض Phi-hiding تطبيقات في بناء عدد قليل من primitives التشفير. بعض الإنشاءات تشمل:
استرجاع المعلومات الخاصة بحساب المعلومات باستخدام تقنية Polylogarithmic (1999)
المناقصات والمزايدات الخاصة بكفاءة مع طرف ثالث ملتبس (1999)
قاعدة بيانات واحدة - استرجاع المعلومات الخاصة بمعدل الاتصال الثابت (2005)
كلمة مفتاح مصادق كلمة المرور باستخدام مجموعات فرعية ناعمة مخفية (2005)